# La maledicció del Queen Mary
La maledicció del Queen Mary (títol original en anglès, Haunting of the Queen Mary) és una pel·lícula de terror britànica del 2023 dirigida per Gary Shore i protagonitzada per Alice Eve i Joel Fry. S'ha subtitulat al català.
Es va estrenar a Itàlia el 20 de juliol de 2023, i al Regne Unit el 18 d'agost del mateix any.
Es tracta d'una coproducció britànica entre Imagination Design Works, Rocket Science i White Horse Pictures. Brett Tomberlin va desenvolupar el llargmetratge, anunciat per primera vegada el 2013. El gener de 2019, es va anunciar que Shore el dirigiria. El març de 2021, es va informar que el film seria el primer d'una trilogia de pel·lícules de terror sobre el RMS Queen Mary, un transatlàntic retirat amarrat permanentment a Long Beach (Califòrnia). L'octubre de 2021, va començar el rodatge principal en un estudi desenvolupat per ARRI i Creative Technologies. El rodatge va tenir lloc a bord del RMS Queen Mary el novembre.